# MV Africa Mercy
MV Africa Mercy är ett sjukhusfartyg som ägs och drivs av den internationella välgörenhetsorganisationen Mercy Ships. Fartyget har fem operationssalar, en uppvaknings- och intensivavdelning och 80 vårdplatser.
Hon byggdes år 1980 på Helsingør Skibsværft og Maskinbyggeri i Helsingør som tågfärja åt DSB. Färjan döptes till Dronning Ingrid, fick hemmahamn i Korsør, och sattes in på en rutt mellan Korsør och Nyborg.
Dronning Ingrid avslutade sin trafik på rutten den 31 maj 1997 och lades upp, först i Korsør och senare i Nyborg och Nakskov. I mars 1999 övertogs hon av Mercy Ships och bytte namn till Ingrid. Efter ägarbytet flyttades hon till ett varv i Newcastle för ombyggnad till sjukhusfartyg och den 4 april 2000 döptes hon om till Africa Mercy. Omkring 1 200 kvadratmeter av det tidigare tågdäcket byggdes om till operationssalar och vårdplatser.
Efter avslutad ombyggnad avgick hon mot Liberia i maj 2007 och i oktober 2008 registrerades hon på Malta, med Valletta som hemmahamn.
Verksamheten pausades under Covid-19-pandemin, men i februari 2022 återvände fartyget till Afrika.